# Приедулена, Лелде
Ле́лде Приедуле́на (латыш. Lelde Priedulēnaa; род. 20 июля 1993, Сигулда) — латвийская скелетонистка, участница двух зимних Олимпийских игр (2014, 2018).

## Карьера
На юниорском уровне Приедулена занималась лёгкой атлетикой, выступая в спринтерских дистанциях, а затем перешла в скелетон. Она тренировалась под руководством известного тренера Дайниса Дукурса и дебютировала в декабре 2010 года на этапе Кубка Европы в Инсбруке. 
В сезоне 2011/12 годов дебютировала сначала на Межконтинентальном кубке, а 7 января 2012 года дебютировала на Кубке мира по бобслею и скелетону, заняв итоговое 22-е место. В феврале 2014 года Приедулена участвовала на зимних Олимпийских играх, где по итогам четырёх попыток заняла 14-е место.
В феврале 2017 года на чемпионате мира в Кёнигзее финишировала на 7-м месте, что является её лучшим результатом в карьере на чемпионатах мира. Летом 2017 года она получила травму крестообразной связки, но от операции отказалась, чтобы восстановиться к Олимпийским играм. 
В феврале 2018 года Приедулена участвовала на зимних Олимпийских играх, где по итогам четырёх попыток заняла 7-е место. 
В феврале 2019 года объявила о завершении карьеры из-за последствий полученной ранее травмы.